# Centistes nasutus
Centistes nasutus är en stekelart som först beskrevs av Wesmael 1838.  Centistes nasutus ingår i släktet Centistes och familjen bracksteklar. Arten är reproducerande i Sverige. Inga underarter finns listade.